# 守れ!しゅごまる
『守れ！しゅごまる』（まもれ しゅごまる）は、伊原大貴による日本の漫画。『週刊少年ジャンプ』（集英社）において、2021年51号から2022年27号まで連載された。全26話。謎の暗殺者に狙われている跡取り娘のさなぎを守るため、ボディーガードを務める10歳の少年・しゅごまるの奮闘を描いた作品。連載の開始に合わせ、PVが公開された。コミックスは全3巻が発売されている。
なお、作品の舞台については第14話で静岡県であることが判明している。23話以降の話数タイトルの最後には必ず「しゅごまる」、24話、25話には「さなぎ」、最終話には「小福」が付く。

## あらすじ
名家の令嬢、王城さなぎが正体不明の暗殺者「スカル」から狙われているとの情報が入った。そんな中、ボディーガードとしてやって来た鉄虎守護丸は、いきなり手榴弾でハチを駆除してしまう。ハチャメチャなボディーガードに守られる、さなぎの運命は!?

## 登場人物
声優はYouTubeジャンプチャンネル内のボイスコミックより。

### 主要人物
鉄虎 守護丸（てっこ しゅごまる）
声 - 桑原由気
本作の主人公で、王城家に代々仕える鉄虎家の五男。さなぎのじいやに迎えられ、さなぎの専属ボディーガードとなる。通称しゅごまる。一人称は「おれ」。
年齢は10歳だが、幼少期の頃からボディーガードとしての訓練を受けていたため、子供とは思えないほどの驚異的な身体能力や戦闘力を持っている。
基本的に真面目で忠誠心は強く、常にさなぎを守ることだけを考えている。が、さなぎが何かをしようとしたり誰かと接触しそうになっただけで殺されると思い込んで突発的な行動を取り、手榴弾でさなぎの家の屋根を破壊したり、更にはさなぎの通う来麦高校の校舎までも刀で真っ二つにするなど、その無茶苦茶な護衛で度々さなぎを困らせている。ただし、物心が付いた頃には両親はおらず、毒殺されたらしい。
王城 さなぎ（おうじょう さなぎ）
声 - 茅野愛衣
本作のメインヒロインで、王城財閥の跡取りでもある一人娘。15歳。「普通の彼氏」を作るため公立の来麦高校に進学することになる。一人称は「私」。
普段は清楚でおしとやかなお嬢様だが、しゅごまるの言動や滅茶苦茶、無茶苦茶な護衛に気苦労が絶えない迷惑な日々を送っている。ただ、内心ではしゅごまるに対して多少信頼している面もある一方、しゅごまるによる暗殺者（だと思われる人物も含む。）への攻撃に巻き添えを食らうことも少なくない。そしてしゅごまると行動を共にするうちに一種の絆が芽生え、しゅごまるが世界滅亡を目的とした殺戮兵器だと知った際も「アンタただのガキじゃん」と、殺戮兵器ではなくパートナーの子供として見る道を選んでいる。また、しゅごまるが葵の薬で一時的に高校生程度の青年に成長した際は、しゅごまるにガチ惚れしたことがある。
小福（こふく）
声 - 北奈つき
さなぎの通う来麦高校のクラスメイト。ホビーなど様々な知識に詳しい。バレーボール部に所属し、さなぎからは「女神」と称されている。その正体は、スカル研究室の副室長でもある牛尾糸美 (うしお いとみ) であることが最終話で判明された。
蛇原 輝輝（へびはら こうき）
声 - 伊藤雄貴
「生粋のナンパ師」、「たまたま人の形をしている性欲」の異名を取る男子生徒。常にさなぎをターゲットにしている。
スラッシュ滝沢（スラッシュたきざわ）
声 - 北奈つき
しゅごまるが作った護衛ロボット。第3話の最後でさなぎに踏まれ破壊されたが、後に復帰した。
じいや
声 - 石田優人
さなぎの執事。のちにしゅごまるの同級生による護衛チーム「最強さなぎ団」を結成する。

### 最強さなぎ団
「５Call」壊滅後、しゅごまるとそのボディーガード学校時代の同級生で結成された護衛チーム。いずれもしゅごまると同じ10歳で、さなぎのじいやによって派遣された。
鋼鼠 (ハガネ)
眼鏡をかけている真面目な少年。メンバーの中で最もしゅごまるに意見するが、いざという時は連携して行動する。真面目な割にませている面もあり、さなぎが入浴中の浴室に (しゅごまるの暴走を止めるために) 入った面は赤面で動揺していた。
愛樹 (アージュ)
美意識の高い少女。常に美しい物しか認めない。
硯 (すずり)
とても泣き虫ながら、物凄い怪力の少女。さなぎと同じ制服を着ている。

### 鉄虎家
しゅごまるの4人の兄たち。
鉄虎 一心（てっこ いっしん）
鉄虎家の長男。しゅごまるの兄で、5callの用心棒として登場する。 5分以内にしゅごまるに名古屋城の鯱を見せるように命令した。
鉄虎 助有 (てっこ じょう)
鉄虎家の次男。一心の弟で、丸眼鏡と灰色の長髪が特徴の青年。
鉄虎 見張 (てっこ みはり)
鉄虎家の三男。男の娘という設定。
鉄虎 保士之助 (てっこ ほしのすけ)
鉄虎家の四男。幼少期から自分のパソコンを持っている。

### 暗殺組織
スカル
声 - 石田優人
さなぎの命を付け狙う正体不明の暗殺者。その正体は終盤にて判明する。
フェネック
声 - 柳晃平
第1話で登場した、眼鏡をかけた暗殺者。「刃使いのフェネック」の異名を取り、生徒の一人羽鳥 良二 (はとり りょうじ) として来麦高校に潜入していた。保健室でさなぎを鎌で襲撃し、しゅごまるの毒ガス攻撃を受けるも解毒剤により無効化させ、屋上でクラスメイトの女子生徒を人質にしようとしたものの、しゅごまるの氷で作った避雷針 (クラスメイトの男入り) で感電して敗れた。(この時、さなぎもしゅごまるの氷で作った避雷針の巻き添えになった。)

#### 「5Call (ファイブコール) 」
さなぎ達に「スカル」と思われていた暗殺組織。
生徒会長（せいとかいちょう）
さなぎ達が通う来麦高校の生徒会長で、本名は不明。元々、「5call」のボスと思われていたが実は他人である。
追風マッシュルーム（おいかぜマッシュルーム）
菌の研究を続けた結果、体が菌と一体化した男性。頭から武器を出すことができる。
藤井 明芽（ふじい あきめ）
さなぎを狙った元・暗殺者。関西弁を話す女性で、手品が得意。葵に薬を飲まされ怪物化して理性を失うが、それでも手品を使う。葵に更に薬を飲まされ凶暴性が増し、「増え続ける殺戮人形 (ビスケット・ドール) 」で校舎をパンクさせようとするも、脱獄した筋肉増強児 薫に北校舎ハンマーで力尽き、薬の効果が切れて倒された。後にしゅごまるたちの仲間となる。
葵 立彦（あおい たつひこ）
さなぎを狙った元・暗殺者。飲んだ相手を怪物化させる薬や、一時的に服用者を成長させる薬を持つ。一見女性のようだが、実は男性である。一人称は「俺」。藤井と同様、後にしゅごまるたちの仲間となる。

### その他
黒条院 霧衣（こくじょういん きりえ）
さなぎの幼稚園時代からの幼馴染で、親友。私立レザン高校の生徒。
筋肉増強児 薫（きんにくぞうきょうじ かおる）
全身マッチョの男性。後にドーピングにより逮捕されるも、すぐに脱獄した。
森木 愛照（もりき めでる）
料理部の副部長。デーモンの召喚似の風貌を持つ。
陸田 重男 (りくた しげお)
声 - 眞對友樹也
来麦高校の体育教師。かなりのスパルタぶりで、1年1組の生徒達に対して無理矢理放課後の草むしりを敢行する。
堂田 景吾 (どうだ けいご)
来麦高校の生徒会副会長。
へいお待ち！寿司次郎 (へいおまち！すしじろう)
寿司職人。密猟の疑いで逮捕された。
闇に集いし者 (やみにつどいしもの)
黒ずくめの謎の人物。いつの間にか転校してきた。

## 他作品からのゲスト
治療の神ディアン・ケト
『遊戯王』のカードから召喚された。オリジナルとは違い、髪がボサボサで治療もしてくれない只の叔母さん。
HIKAKIN
『遊戯王』のカード「聖域の歌声」から召喚された。藤井にダイナマイトでバラバラになるが、実は人造人間だった。
マグ=メヌエク
上木敬の漫画『破壊神マグちゃん』の邪神側の主人公で、しゅごまるに召喚される。校長像を破壊しエネルギー切れを起こしてしまい、しゅごまるにドーナツを頂いた。
ナプターク
混沌の神の第五柱。ヤドカリーズが不在の為にこの世界の新たな眷属を作ろうと狂乱の咆哮を使うが、スズメバチを仲間にしてしまう。
ウーネラス
混沌の神の第四柱。正気に戻った筋肉増強児 薫にポーションを飲ませた。
ゾンゼ=ゲ、グ=ラ
一コマのみ登場。
振り子刃の拷問機械
さなぎへの誕生日プレゼントとして、最強さなぎ団が用意したロボット。

## 書誌情報
- 伊原大貴『守れ！しゅごまる』集英社〈ジャンプ・コミックス〉、全3巻
  1. 「さなぎを守れ！しゅごまる」2022年4月4日発売[3][4]、ISBN 978-4-08-883074-2
  2. 「守れるのか!?しゅごまる」2022年6月3日発売[5]、ISBN 978-4-08-883144-2
  3. 「どうなる!?しゅごまる」2022年8月4日発売[6]、ISBN 978-4-08-883145-9